# Ärgre dich, o Seele, nicht, BWV 186
Ärgre dich, o Seele, nicht, BWV 186 (No t'enutgis, ànima meva), és una cantata religiosa de Johann Sebastian Bach per al setè diumenge després de la Trinitat, estrenada a Leipzig l'11 de juliol de 1723.

## Origen i context
Els textos dels números 1, 3, 5, 8 i 10 són de Salomo Franck – secretari major i poeta oficial de la cort de Weimar – aparegut a Evangelisches Andachts-opffer publicat l'any 1715 i els dos corals dels números 6 i 11 són la dotzena i onzena estrofa, respectivament, de l'himne Es ist das Heil uns kommen her de Paulus Speraus (1524); en canvi, els recitatius dels números 2, 4, 7 i 9 són d'autor desconegut. Aquesta cantata és una revisió d'una cantata anterior perduda, composta a Weimar per al tercer diumenge d'Advent– en aquest període litúrgic no s'interpretava música figurada a Leipzig – el 13 de desembre de 1716, amb un llibret de Salomo Franck (BWV 186a). L'evangeli del dia Marc (8, 1-19) narra el miracle de la multiplicació dels pans i dels peixos, aquesta idea central, que dona lloc a contrastos entre la penúria i l'abundància, la fam i l'atipament, és present en tota la cantata des del començament al final. Per a aquest diumenge es conserven, a més, les cantates BWV 107, BWV 187 i la BWV 54 també destinada al tercer diumenge de Quaresma, conegut com a Diumenge Oculi.

## Anàlisi
[Obra escrita a soprano, contralt, tenor, baix i cor; dos oboès, oboe da caccia, corda i baix continu amb fagot. Consta d'onze números repartits en dues parts que es cantaven abans i després del sermó.
Primera part
1. Cor: Ärgre dich, o Seele, nicht (No t’enutgis, ànima meva)
2. Recitatiu (baix): “Die Knechtsgestalt, die Not, der Mangel (L'aparença de servent, les mancances, el dolor)
3. Ària (baix): Bist du, der mir helfen soll (Si tu que ets aquell que m’hauria d'ajudar)
4. Recitatiu (tenor): Ach, dass ein Christ so sehr (Ai Senyor, perquè un cristià)
5. Ària (tenor): Mein Heiland lässt sich merken (Mon Salvador es fa palès)
6. Coral: Ob sichs anließ, als wollt er nicht (Mal que et sembli que no et vol)

Segona part
1. Recitatiu (baix): Es ist die Welt die große Wüstenei (El món és com la terra erma)
2. Ària (soprano): Die Armen will der Herr umarmen (Els pobres abraçarà el Senyor)
3. Recitatiu (contralt): Nun mag die Welt mit ihrer Lust vergehen (Deixem que passi el món i la seva opulència)
4. Ària (duet de soprano i contralt): Laß, Seele, kein Leiden (Ànima, no vulguis que els sofriments)
5. Coral: Die Hoffnung wart' der rechten Zeit (L'esperança confia que arribi l'hora)

El cor inicial és un rondó amb la melodia coral en les veus de soprano mentre que les altres veus s'oposen en contrapunt. El segon número és un recitatiu de baix, que comença declamant en secco, destacant el terme Seuzen (pots dir), i acaba amb un arioso sobre Ach, Herr, wie lange...? (Ai las, Senyor quant de temps...?). L'ària següent, també de baix, té com a únic acompanyament del continu amb un ostinato persistent. Segueixen dues intervencions del tenor que amb el coral tanquen la primera part de la cantata; el recitatiu, número 4, repeteix la juxtaposició de secco i arioso de l'anterior, mentre que l'ària, amb un acompanyament més notable –oboè, violins i continu – està construïda en dues seccions. El coral del número 6 és un concert entre els oboès s'enfronten i els violins. La segona part, que s'interpretava després del sermó, s'inicia amb un recitatiu de baix, número 7, acompanyat per tota la corda i el continu amb un fons harmònic estàtic. A l'ària del número 8 el soprano dialoga amb els violins i el continu, amb un clar figuralisme quan parla dels pobres que abraçarà el Senyor. Després d'un recitatiu de contralt, apareix el duet de soprano i contralt, número 10, amb un inconfusible aire de giga i la participació de tot el conjunt instrumental. La cantata clou amb un segon coral que amb la mateixa melodia que el primer canta el text indicat; té una durada aproximada de trenta-cinc minuts.

## Discografia seleccionada
- J.S. Bach: Das Kantatenwerk. Sacred Cantatas Vol. 10. Nikolaus Harnoncourt, Concentus Musicus Wien, Tölzer Knabenchor (Gerhard Schmidt-Gaden, director), Helmut Wittek (solista del cor), Paul Esswood, Kurt Equiluz, Robert Holl. (Teldec), 1994.
- J.S. Bach: The complete live recordings from the Bach Cantata Pilgrimage. CD 33: St Mary’s, Haddington; 5 i 6 d'agost de 2000. John Eliot Gardiner, English Baroque Soloists, Monteverdi Choir, Katharine Fuge, Richard Wyn Roberts, Kobie Rensburg, Stephan Loges. (Soli Deo Gloria), 2013.
- J.S. Bach: Complete Cantatas Vol. 6. Ton Koopman, Amsterdam Baroque Orchestra & Choir, Ruth Ziesak, Elisabeth von Magnus, Paul Agnew, Klaus Mertens. (Challenge Classics), 2004.
- J.S. Bach: Cantatas Vol. 10. Masaaki Suzuki, Bach Collegium Japan, Miah Persson, Robin Blaze, Makoto Sakurada, Peter Kooij. (BIS), 1999.
- J.S. Bach: Church Cantatas Vol. 56. Helmuth Rilling, Bach-Collegium Stuttgart, Gächinger Kantorei Stuttgart, Arleen Augér, Helen Watts, Kurt Equiluz, Philippe Huttenlocher. (Hänssler), 1999.
- J.S. Bach: Cantatas for the Liturgical Year, Vol. 17. Sigiswald Kuijken, La Petite Bande, Siri Thornhill, Petra Noskaiova, Christoph Genz, Jan Van der Crabben. (Accent), 2013.